# Малий Самбір
Ма́лий Са́мбір (вимоваⓘ) — село в Україні, у Попівській сільській громаді Конотопського району Сумської області. Населення становить 709 осіб. До 2020 орган місцевого самоврядування — Малосамбірська сільська рада. Розташоване на р. Надра (Малий Ромен), за 25 км на південний захід від районного центру.

## Назва
Походження назви села — від міста Самбір, розташованого в Галичині. Саме там представники князя Яреми Вишневецького вербували людей для поселення на Лівобережжі, на тер. т. зв. Вишневеччини. У селі вже майже 400 років зберігається старовинне галицьке прізвище Левусь — ці люди досі мають далеких родичів у Самборі Львівської області.

## Географія
Село Малий Самбір знаходиться на березі річки Малий Ромен, вище за течією на відстані 2,5 км розташоване село Гайки (село ліквідовано в 1988 році), нижче за течією на відстані 1 км розташовані села Броди і Кут (село ліквідовано в 1988 році).

## Історія
Засноване 1638 року на землях українського магната Речі Посполитої Яреми Вишневецького. Під час Чигиринських воєн XVII ст. село спорожніло: його виснажували армійські частини. Через відсутність деревини на паливо у селі залишилося тільки 17 дворів.
Самбір — ключовий пункт на шляху з тодішньої столиці України, Батурина, до найбільшого торгового центру сходу Гетьманщини — міста Ромен. Тут курсували не лише купці, але й численні армії. Внаслідок цього Самбір спустошувався, а селяни розорювалися. Жителі Самбора переселялися в інші місця, подалі від дороги. Ними і був заснований інший Самбір, який називається Великий Самбір.
Перепис 1666 зареєстрував два Самбори (Великий — 32 двори, Малий — 13 дворів). Отже, теперішній Малий Самбір став називатися так за гетьманства Дам'яна Многогрішного або Івана Самойловича.
Після Чигиринських воєн гетьман Іван Самойлович віддав Малий Самбір члену гетьманського уряду — Івану Мазепі. Останній створив із ближніх сіл — Дептівка, Голінка та Великого Самбора — т. зв. Малосамбірське староство. Воно входило до Батуринської волості. Історик О. Оглоблин пише: «(Гетьман) Самойлович надав йому, тоді ще тільки гетьманському „дворянинові“, с. Малий Самбір, де господарювала дружина Мазепи».
Після смерті Гетьмана Івана Скоропадського Самбірське старостатство було передане в розпорядження Малоросійської колегії. 1726 року Батуринську волость отримав московський князь Олександр Меншиков. Після його заслання (1727 р.) Батуринську волость було забрано до казни.
Перетворення козаків Малого Самбора на селян відбувалося поступово під тиском і необмеженій владі старост села, які за всілякі підношення користувалися підтримкою членів міністерського правління Малоросійських справ. Батуринська волость була доведена до такого занепаду, що з Петербурга змушені були направити нового керуючого Вейсбаха, який і виявив зловживання старост села. Вейсбах відкрив у селі кінний завод.
Після передачі Батуринської волості Гетьману Кирилу Розумовському козаки Самбора ще довгий час вели боротьбу за козацькі права. Відробляти кріпосну повинність посилали селян до Батурина за 50 кілометрів.
1921 року в селі створено комітет бідноти. 1925 року відкрито клуб. У грудні 1929 року, під час примусової колективізації, організовано перший колгосп — ім. 12-річчя Жовтня. А вже 1932 року мешканці села пережили терор голодом, відомий як Геноцид українського народу (Голодомор). До 1941 створено 5 колгоспів. Радянсько-німецька війна змінила життя села. 17 жовтня 1941 року німецькі окупанти вигнали сталінську адміністрацію, пам'ятну терором, незаконною висилкою селян та Голодомором. 1942 року село увійшло до складу Рейхскомісаріату Україна. 1943 року сталінські війська повернулися, почали полювати за «неблагонадійними».
Село постраждало внаслідок геноциду українського народу, проведеного окупаційним урядом СССР 1923—1933 та 1946–1947 роках.

## Політика

### Парламентські вибори, 2019
На позачергових парламентських виборах 2019 року у селі функціонувала окрема виборча дільниця № 590199, розташована у приміщенні будинку культури.
Результати
- зареєстровано 366 виборців, явка 50,27%, найбільше голосів віддано за «Слугу народу» — 46,11%, за Всеукраїнське об'єднання «Батьківщина» — 20,56%, за Радикальну партію Олега Ляшка — 10,56%[1]. В одномандатному окрузі найбільше голосів отримав Максим Гузенко (Слуга народу) — 45,93%, за Віктора Ладуху (Всеукраїнське об'єднання «Батьківщина») — 16,86%, за Ігоря Шкурата (самовисування) і Анатолія Свирида (самовисування) — по 6,40%[2].

## Сьогодення
На території колишньої Малосамбірської сільської ради здійснюють діяльність Попівська сільська територіальна громада з 12 червня 2020 року, сільськогосподарські підприємства ПП АФ «Обрій МС», ТОВ «БІО ЛАТ», ТОВ «Вітчизна» та малі фермерські господарства. Сумська дослідна станція садівництва ІС УААН, релігійна громада філії РПЦ, фельдшерський пункт, сільський Будинок культури та приватні крамниці та поштове відділення.
Щороку в селі проводиться фестиваль «Віншуємо суницю — першу ягоду-царицю», де суницю садову (полуницю) можна покуштувати у будь-якому вигляді та придбати у будь-якій кількості.

## Релігія

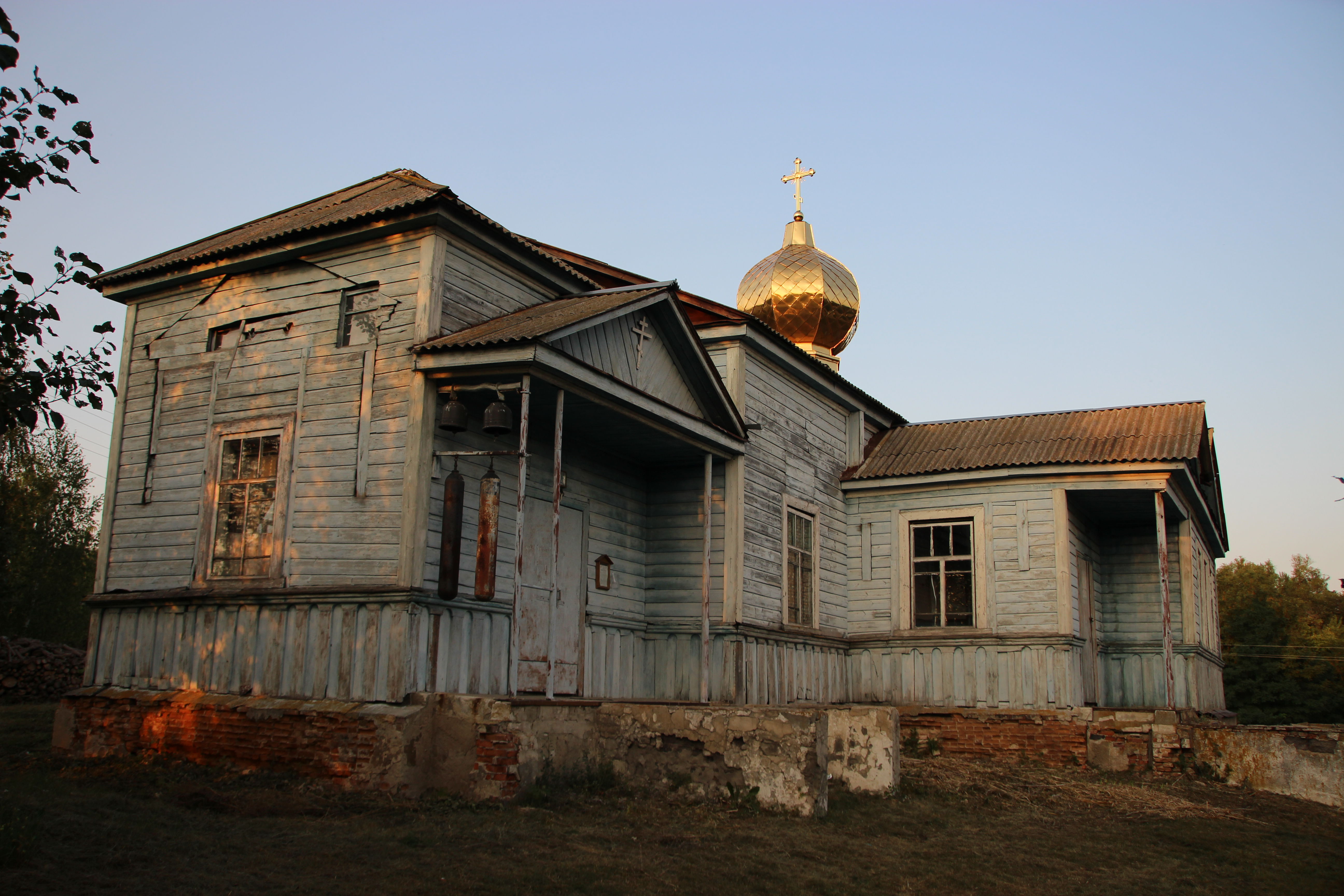
Покровська церква

Храмове свято села — Покрова. Перша відома церква збудована у першій половині 18 століття. Її було розібрано на початку 1880-их років. Проект нової церкви Покрова Пресвятої Богородиці затверджено 1883.
1760 при церкві діяв шпиталь, настоятель отець Симеон був забезпечений орними землями на десять днів, мав окреме господарство з конем та двома волами.
На початку 1920-их років Покровська церква належала громаді УАПЦ. Проте у часи Голодомору церкву осквернили комуністи, знищили дзвіницю та знесли купол. У церкві комуністи зробили клуб, де на території вівтаря проводили концерти, влаштовували танці.
Свято-Покровська церква передана новій релігійній громаді, яку сформувала РПЦ у 2000-их роках.

## Пам'ятки
- Покровська церква;
- Група братських могил[d]: могила червоноармійців, могила учасників громадянської війни, могила радянських воїнів та пам'ятник воїнам-землякам;
- Братська могила радянських воїнів[d];

## Відомі люди

### Народились
- Цвид Антоніна Петрівна — українська письменниця.